# F1 24
F1 24 é um jogo eletrônico de simulação de corrida desenvolvido pela Codemasters e publicado pela EA Sports. Lançado em 31 de maio (ou 3 dias antes para quem comprou a "Edição dos Campeões), o título faz parte da popular franquia de jogos oficiais da Fórmula 1, oferecendo aos jogadores uma experiência imersiva no mundo do automobilismo.
O jogo apresenta os circuitos, equipes e pilotos da temporada 2024 da Fórmula 1, além de modos de jogo variados, como o tradicional modo carreira e competições online. F1 24 é amplamente reconhecido por suas inovações gráficas, mecânicas de jogabilidade aprimoradas e pela inclusão de características como clima dinâmico e físicas realistas. Disponível para múltiplas plataformas, incluindo Microsoft Windows, PlayStation 4, PlayStation 5, Xbox One e Xbox Series X/S, o jogo continua expandindo os limites do realismo em simulação esportiva.

## Jogabilidade
Similar aos seus antecessores, o jogador pilota utilizando Joysticks ou Volantes. É possível simular um final de semana completo, iniciando no treino livre e terminando no Grande Prêmio. Na corrida, o jogador tem a experiência real de um pit stop e possíveis acidentes, podendo estes, resultar em um safety car.
Uma das inovações em F1 24 é o sistema de estratégia dinâmica, que oferece mais controle sobre decisões como pit stops e ajustes durante a corrida. Além disso, o jogo introduz um sistema de clima dinâmico mais detalhado, onde as condições meteorológicas mudam em tempo real, afetando a aderência dos pneus e estratégias de corrida.
Para os jogadores casuais, o jogo oferece configurações assistidas, como frenagem automática e controle de tração. Já os entusiastas podem aproveitar um modo de simulação mais avançado, com maior desafio e personalização de configurações.
A experiência é complementada por gráficos impressionantes e feedback tátil aprimorado nos controles (em plataformas compatíveis), aumentando a imersão e o realismo do jogo.
O modo "história" Braking Point (em português "Ponto de Frenagem"), presente no F1 21 e F1 23 não foi trazido para essa versão.

## Desenvolvimento e lançamento
O anúncio do jogo aconteceu através de um trailer no dia 27 de Fevereiro, no canal da EA Sports F1. Como seus antecessores, foi desenvolvido no Ego Engine (motor gráfico da Codemasters). De acordo como o diretor Lee Mather, o desenvolvimento focou no modo carreira e na dirigibilidade, com pequenas mudanças na IA dos adversários e nos gráficos. Ian Livingstone e Lapalux compuseram a trilha sonora.
O jogo teve seu lançamento oficial no dia 31 de Maio, porém para aqueles que compraram a "Edição dos Campeões", o acesso foi liberado 3 dias antes. A versão padrão tem na capa Lewis Hamilton, Charles Leclerc e Lando Norris; Já na Edição dos Campeões, Max Verstappen estampa a capa (mais especificamente em seu Grand Chelem no GP da Espanha de 2023).

## Recepção
O jogo recebeu uma nota de 72/100 pela Metacritic ("Médio"). A OpenCritic deu uma nota de 60%.